# Пречикије (Анкона)
Пречикије (итал. Precicchie) насеље је у Италији у округу Анкона, региону Марке.
Према процени из 2011. у насељу је живело 24 становника. Насеље се налази на надморској висини од 532 м.